# トラップト・バイ・ア・シング・コールド・ラヴ
「トラップト・バイ・ア・シング・コールド・ラヴ」（Trapped by a Thing Called Love）は、デニス・ラサール（Denise LaSalle）が作詞作曲し、1971年に発表した楽曲。ビルボードのソウルチャートで1位を記録した。

## 概要
デニス・ラサールは1969年に当時の夫のビル・ジョーンズとレコード制作会社のクレイジョン（Crajon）を設立するが、なかなかヒットに恵まれなかった。ラサールは1970年からデトロイトのレーベル、ウエストバンド・レコードと契約し、同年5月に「Heartbreaker of the Year」をリリースした。
1971年7月、自身が作詞作曲し、ウィリー・ミッチェルが編曲した「トラップト・バイ・ア・シング・コールド・ラヴ」をシングルA面として発表。本作品は同年10月30日付のビルボードのソウルチャートで1位を記録。ビルボード・Hot 100でも13位を記録し、ゴールドディスクに輝いた。1972年5月に発売されたアルバム『Trapped by a Thing Called Love』に収録された。